# اینو سپالا
اینو سپالا (انگلیسی: Eino Seppälä؛ ۱۱ نوامبر ۱۸۹۶ – ۴ آوریل ۱۹۶۸)  دونده دو نیمه‌استقامت اهل فنلاند بود.